# برنامه جاناتان راس
برنامه جاناتان راس (انگلیسی: The Jonathan Ross Show) تاک شو کمدی است که برای نخستین بار توسط جاناتان راس از آی‌تی‌وی در ۳ سپتامبر ۲۰۱۱ پخش شد.